# Нижняя Манома
Ни́жняя Манома́ — село в Нанайском районе Хабаровского края. Административный центр и единственный населённый пункт сельского поселения «Село Нижняя Манома».

## География
Село Нижняя Манома стоит на правом берегу реки Манома (правый приток Анюя).
Дорога к селу идёт от автотрассы Хабаровск — Комсомольск-на-Амуре из окрестностей села Троицкое. Расстояние до районного центра около 18 км.
На восток от села Нижняя Манома идёт лесная дорога к селу Верхняя Манома, расстояние около 40 км.

## История
Село было организовано в 1933 году на берегу реки Манома. Большинство первопоселенцев — бывшие кулаки преимущественно с Западной Украины. Село было закрытым для въезда и выезда, в нём действовал комендантский режим. Теперь в селе живут преимущественно пенсионеры. Действует база отдыха.

## Население
| 1992 | 2002 | 2010 | 2011 | 2012 | 2013 | 2014 |
| ---- | ---- | ---- | ---- | ---- | ---- | ---- |
| 242  | ↘188 | ↘181 | →181 | ↗183 | ↗185 | ↘178 |
| 2015 | 2016 | 2017 | 2018 | 2019 | 2020 | 2021 |
| ↗179 | ↘174 | ↗177 | ↘169 | ↗172 | →172 | ↘116 |